# Измислени приятели
„Измислени приятели“ (на английски: IF) е американска игрална анимация/фентъзи комедия от 2024 г. на режисьора Джон Кразински по негов сценарий.
Във филма участват Райън Рейнолдс, Кразински, Кейли Флеминг, Фиона Шоу и Луис Госет-младши (в една от последните си роли преди смъртта му), а озвучаващия състав се състои от Фийби Уолър-Бридж, Стийв Карел, Мат Деймън, Емили Блънт, Мая Рудолф, Винс Вон, Сам Рокуел, Себастиан Манискалко, Кристофър Мелони, Акуафина, Джон Стюарт и Ричард Дженкинс.
Филмът излиза по кината в САЩ на 24 май 2024 г. от „Парамаунт Пикчърс“.
Някои филмови критици отбелязват, че има прилики между този филм и анимационния сериал на „Картун Нетуърк“ „Домът на Фостър за въображаеми приятели“, включително и наличието на главен герой на име Блу.

## Актьорски състав
- Райън Рейнолдс – Калвин (Кал), съсед на Бея, който може да вижда ИПовете[8][9]
- Кейли Флеминг – Бий, момиче, която също може да вижда ИПовете[9]
- Джон Кразински – Бащата на Бий[8]
- Фиона Шоу – Маргарет, бабата на Бий, бивша танцьорка, и основателка на Блосъм.[10][9]
- Алън Ким – Бенджамин[9]
- Лиза Колон-Заяс – Джанет, лекарка, която се грижи за бащата на Бий.
- Боби Мойнихан – Джеръми, основател на Блу.[11]

### Гласове
- Джон Кразински – Маршмалоу
- Стийв Карел – Синия Блу, голямо, виолетово и мило същество, което  е въображаем приятел на Джеръми от детството.[9]
- Фийби Уолър-Бридж – Блосъм, пеперуда, ходеща като човек, която е въображаема приятелка на Маргарет от детството.[10][9]
- Луис Госет-младши – Мечката Луис
- Емили Блънт – Еднорог[9]
- Акуафина – Бъбъл[9][12]
- Джон Кразински – Маршмалоу Мен[13]
- Джордж Клуни – Спейсмен, астронавт[13]
- Брадли Купър – Лед, чаша от ледена вода[13]
- Мат Деймън – Цветето Съни
- Бил Хейдър – Банан
- Ричард Дженкинс – Учител по изкуство, анимационната фигура
- Кийгън-Майкъл Кий – Слайм, зелен лой[13]
- Блейк Лайвли – Октопус, котка която носи костюм на октопод.[13]
- Себастиан Манискалко – мишката магьосник[9]
- Кристофър Мелони – Космо[9]
- Матю Райс – Призрак[13]
- Сам Рокуел – Супер куче (СДог)
- Мая Рудолф – Алигаторката Али[9]
- Ейми Шумър – Гумено мече[13]
- Алисън Сийгър – Виола
- Джон Стюарт – Робот[9]
- Брад Пит – Кийт, невидим ИП

## Производство

### Разработка
През октомври 2019 г., Парамаунт Пикчърс наддава Лайънсгейт и Сони Пикчърс заедно с другите да спечели правата на проектът „Измислени приятели“, разработен от Райън Рейнолдс и Джон Кразински, който е сценарист и режисьор на филма. През май 2021 г. продуцентските компании Sunday Night Productions на Кразински и Maximum Effort на Рейнолдс подписаха сделките от пръв поглед с Парамаунт. През октомври 2021 г. Фийби Уолър-Бридж и Фиона Шоу се присъединяват към актьорския състав. През януари 2022 г. Стийв Карел, Алън Ким, Кейли Флеминг и Луис Госет младши се присъединяват към състава. Филмът събира Кразински и Карел, които участват в комедийния сериал „Офисът“ (2005–2013). През май 2022 г. Боби Мойнихан е добавен в актьорския състав. Озвучаващия състав и сюжета са разкрити през април 2023 г. в СинемаКон 2023.
През април 2024 г., месец преди премиерата на филма, някои от членовете в озвучаващия състав са обявени, включително съпругата на Рейнодлс – Блейк Лайвли.

### Снимачен процес
Снимките започват на 11 август 2022 г. с оператор Януш Камински, и завършва през началото на май 2023 г.

### Визуални ефекти и анимация
Анимационния режисьор Арслан Елвър и VFX ръководителя Крис Лорънс работиха с Джон Кразински на снимачната площадка и по време на пре- и пост-продукция. „Фреймстор“ осигруява визуалните ефекти и анимацията.

### Музика
През януари 2024 г., Кразински съобщи, че Майкъл Джакино композира музиката за филма.

## Премиера
Филмът излиза по кината във Франция на 8 май 2024 г., и в Съединените щати от „Парамаунт Пикчърс“ на 17 май. Той е оригинално насрочен за 17 ноември 2023 г. или 24 май 2024 г.

## В България
В България филмът излиза на същата дата от „Форум Филм България“. Излъчен е предпремиерно на 10 май 2024 г.